# Козловское сельское поселение (Рязанская область)
Козловское сельское поселение — упразднённое муниципальное образование (сельское поселение) в составе Рыбновского района Рязанской области России.
Административный центр  — село Житово.

## История
Козловское сельское поселение образовано в 2006 г.
Законом Рязанской области от 20 мая 2015 года № 25-ОЗ сельское поселение было преобразовано путём присоединения к Батуринскому сельскому поселению.

## Население
| 2010 | 2012 | 2013 | 2014 | 2015 |
| ---- | ---- | ---- | ---- | ---- |
| 531  | ↗546 | ↗562 | ↗592 | ↘589 |

## Состав сельского поселения
| № | Населённый пункт | Тип населённого пункта       | Население |
| - | ---------------- | ---------------------------- | --------- |
| 1 | Житово           | село, административный центр | ↘400      |
| 2 | Ильинское        | село                         | ↘46       |
| 3 | Козицино         | деревня                      | 11        |
| 4 | Козловка         | село                         | ↘53       |
| 5 | Костенково       | деревня                      | 11        |
| 6 | Фурсово          | деревня                      | 10        |
| 7 | Юркино           | деревня                      | 0         |